# Château de la Chapelle Bellouin
Le château de la Chapelle Bellouin est situé à La Roche-Rigault dans la Vienne (France).

## Histoire
Il a obtenu en 1983 le Prix national des Chefs-d'œuvre en ruine.
Il est inscrit comme monument historique depuis 1932.

## Architecture
Le château se compose d'un long corps de logis dont la façade antérieure est rythmée par de larges fenêtres à meneaux encadrées de pilastres à chapiteaux corinthiens. Denticules et corniches soulignent la base de la toiture, laquelle est animée par d'élégantes lucarnes. La partie centrale abrite un escalier en œuvre à volée droite.
Vers 1500-1530, l'ancien châtelet est remanié. De part et d'autre des portes surmontées de rainures du double pont-levis, sont percées, sur deux niveaux, de larges fenêtres à meneaux. Le passage d'entée est embelli d'une voûte à caisson.
Aujourd'hui propriété privée, le château est en cours de rénovation.